# Resolutie 433 Veiligheidsraad Verenigde Naties
Resolutie 433 van de Veiligheidsraad van de Verenigde Naties werd unaniem aangenomen op 17 augustus 1978. De resolutie beval de Salomonseilanden aan voor VN-lidmaatschap.

## Inhoud
De Veiligheidsraad had de aanvraag van de Salomonseilanden voor VN-lidmaatschap bestudeerd, en beval de Algemene Vergadering aan om de Salomonseilanden tot de VN toe te laten treden.

## Verwante resoluties
- Resolutie 412 Veiligheidsraad Verenigde Naties (Djibouti)
- Resolutie 413 Veiligheidsraad Verenigde Naties (Vietnam)
- Resolutie 442 Veiligheidsraad Verenigde Naties (Dominica)
- Resolutie 453 Veiligheidsraad Verenigde Naties (Sint-Lucia)

Lijst ·  423 ·  424 ·  425 ·  426 ·  427 ·  428 ·  429 ·  430 ·  431 ·  432 ·  433 ·  434 ·  435 ·  436 ·  437 ·  438 ·  439 ·  440 ·  441 ·  442 ·  443